# Aquella casa en las afueras
Pour plus de détails, voir Fiche technique et Distribution.
Aquella casa en las afueras est un giallo espagnol réalisé par Eugenio Martín et sorti en 1980.

## Synopsis
Un couple marié déménage dans une maison éloignée de la ville pour rendre la grossesse de la jeune femme plus supportable. Une fois installés dans leur nouvelle maison, ils rencontrent une dame qui vit là depuis des années et qui propose d'aider la jeune future mère à faire le ménage. Bientôt, la jeune fille éprouve d'étranges sensations qui lui rappellent un séjour antérieur au même endroit, car il y a des années, des avortements illégaux y étaient pratiqués. Les choses se compliquent et finissent par devenir le chapelet de l'aube.

## Fiche technique
- Titre original : Aquella casa en las afueras[1],[2] (litt. « Cette maison en périphérie »)
- Réalisation : Angela Schanelec
- Scénario : Antonio Cuevas, Chumy Chúmez, Manuel Summers (es), Eugenio Martín, Manolo Matji (es), Eduardo Álvarez
- Photographie : Manuel Rojas
- Montage : Pablo G. del Amo
- Musique : Carmelo Bernaola
- Décors : José María Alarcón
- Production : Antonio Cuevas
- Sociétés de production : Kalender Films International
- Pays de production :  Espagne
- Langue originale : espagnol
- Format : couleurs par Eastmancolor - Son mono - 35 mm
- Genre : Giallo, film d'épouvante
- Durée : 101 minutes
- Dates de sortie : 
  - Espagne : 20 octobre 1980

## Distribution
- Javier Escrivá (es) : Joaquín
- Alida Valli : Isabel
- Silvia Aguilar : Nieves Ruiz
- Mara Goyanes : Charo
- Carmen Maura : assistante sociale
- Gabriel Llopart
- Laura Cepeda : Laura
- María Teresa Tojar
- Fernando Chinarro
- Beatriz Savón
- Silvia Suárez
- Dolores Colomer